# Banco Namuncurá/Burdwood
El banco Namuncura, también llamado en Argentina banco Ceferino Namuncurá, es una meseta sumergida que está ubicada en su parte más occidental a 150 km al este de la isla de los Estados, a 200 km al sur de las islas Malvinas y a 600 km del cabo de Hornos en el océano Atlántico Sur. Se extiende 370 km en dirección este-oeste y su ancho norte-sur varía entre 50 y 100 km. Su profundidad varía entre 50 y 200 m y se supone que formaba una isla en el primer período glaciar. Sus aguas corresponden al régimen oceanográfico subpolar y está rodeado por un talud continental que supera los 3000 metros de profundidad.

## Geografía y geología
En la ya constatada teoría de Alfred Lothar Wegener, establecida desde 1912, y en sus obras Origen de los continentes y océanos" y Los continentes a la deriva, luego de dividirse el continente Pangea (o continente único), América del Sur y la Antártida derivaron hacia sus actuales posiciones unidas por un istmo. Debido a la distinta densidad de terrenos o a otra causa geológica, el istmo se fue quedando retrasado con respecto a las masas principales y terminó por hacerse muy cóncavo hacia el oeste. Finalmente se quebró y formó el arco de las Antillas del Sur, cuyos restos son la isla de los Estados, el banco Burdwood, las islas Aurora (rocas Cormorán y Negra), las islas Georgias del Sur, islas Sandwich del Sur, Orcadas del Sur y las Shetland del Sur.
El banco Burdwood es una de las cuatro características morfológicas definidas por la isóbata de 200 km de la costa de Argentina. Las otras tres son la plataforma continental patagónica, la isla de los Estados y las islas Malvinas. El canal al oeste del banco es de unos 80 km de ancho y 400 m de profundidad, mientras que el canal hacia el este del banco es de 130 km de ancho y tiene una profundidad de hasta 1800 m.
El banco Burdwood (sector amesetado y occidental del Arco de las Antillas Australes) cumple una importante función en las condiciones que permiten una elevadísima productividad (las mayores del mar Argentino) de la flora y fauna del mar en el área oceánica alrededor de las islas Malvinas, las cuales se asocian a una importante surgencia de aguas subantárticas con una alta concentración de nutrientes y elevada saturación de oxígeno. El banco Burdwood y las islas del archipiélago de Malvinas interrumpen el flujo de aguas de la corriente Circumpolar Antártica en su desplazamiento hacia el norte desde el pasaje de Drake, generando circulaciones locales anticiclónicas (a menos de 200 m de profundidad) que enriquecen las aguas.
Las aguas frías de la corriente de las Malvinas, que es un brazo de la corriente Circumpolar Antártica (su temperatura superficial en invierno es menor a los 7º C), van descendiendo debido a su mayor densidad y salinidad a medida que avanzan hacia el norte, y se va produciendo la mezcla con las aguas cálidas subtropicales de la corriente del Brasil, lo que sustenta el crecimiento de biomasa de fitoplancton. La corriente de las Malvinas atraviesa el pasaje de Drake y rodea el banco Burdwood, originando un patrón de circulación anticiclónica.

## Fauna
En las orillas y aguas del banco Burdwood se alimentan aves como diversas especies de albatros y petreles (albatros de ceja negra, albatros de cabeza gris, albatros errante, albatros de Tristán, petrel gigante del norte, petrel gigante del sur y petrel de mentón blanco), así como pingüinos (pingüino de Magallanes, pingüino de penacho amarillo, pingüino papúa y pingüino rey) y pinnípedos y fócidos como lobos marinos y elefantes marinos.
El banco Burdwood genera condiciones que favorecen la productividad pesquera en la zona. En las aguas que rodean el banco Burdwood se encuentran sitios de reproducción y desove de polaca, merluza negra y sardina fueguina. La comunidad de especies en el banco Burdwood es dominada especialmente por el pequeño nonoténido patagonotothen guntheri y la merluza negra. También hay altísimos niveles de clorofila.

## Hechos históricos relacionados con el Banco Namuncurá-Burdwood
Durante la crisis del canal Beagle entre Chile y Argentina en 1978, la Flota de Mar de la Armada Argentina, constituida alrededor del portaaviones ligero ARA 25 de Mayo, tomó posiciones en las aguas poco profundas del banco Burdwood para minimizar el peligro de ser atacada por submarinos.
En la guerra de las Malvinas, el 2 de mayo de 1982 a las 17:00 horas, en latitud 55° 24' S y longitud 61° 32' O, el crucero ARA General Belgrano de la Armada Argentina fue hundido en proximidades del banco Burdwood por dos torpedos de los tres que disparó el submarino HMS Conqueror de la Royal Navy, en una acción ejecutada fuera de la zona de exclusión establecida por el Reino Unido y que produjo la muerte de 323 de sus tripulantes. 
El 27 de noviembre de 2001 fue promulgada la ley nacional N.º 25.546 por la cual se declaró el lugar de hundimiento del crucero General Belgrano como Lugar Histórico Nacional y Tumba de Guerra, ordenando que se incorporase en las cartas náuticas, geográficas, mapas y diferente cartografía la mención de este lugar histórico.

## Disputa territorial
El banco Burdwood está adquiriendo mayor importancia estratégica y conflictividad debido a la presencia en él de cuencas petroleras y gasíferas inexplotadas.
El banco Burdwood forma parte de la zona económica exclusiva reclamada por la República Argentina, pero su tercio oriental y pequeñas áreas de su parte norte han sido incluidas por el Reino Unido, desde el 22 de agosto de 1994, en la Falkland Islands Outer Conservation Zone ("Zona de Conservación Externa de las Islas Malvinas"), al extender este país su reclamo de jurisdicción en esta zona hasta las 200 millas náuticas de las líneas de base costeras de las islas Malvinas. Este hecho fue rechazado por Argentina.
Para preservar el recurso pesquero, el 19 de junio de 2008 el Consejo Federal Pesquero de Argentina creó un área de prohibición total de pesca dentro del banco Burdwood, delimitada por las coordenadas 54° 30′ S y 60° 30′ O, 54° 30′ S y 59° 30′ O, 54° 15′ S y 60° 30′ O, 54° 15′ S y 59° 30′ O dentro de la isóbata de los 100 metros de profundidad. El área tiene sitios de reproducción de especies como polaca y desove de sardina fueguina. El 27 de octubre de 2010 la Administración de Parques Nacionales de Argentina comunicó que proyectaba en el área la creación de un parque nacional marino.
Dicha área de prohibición favorece económicamente a los malvinenses, porque el banco es una zona de reproducción y cría de especies altamente migratorias y transzonales. Los buques palangreros que operaban en dicha área son de empresas españolas radicadas en Argentina que también pescan merluza negra en las Malvinas.

## Área protegida
El 21 de noviembre de 2012, la Cámara de Diputados de Argentina dio media sanción al proyecto de ley de creación del área marina protegida Namuncurá-Banco Burdwood, que fue transformado en ley N.º 26875 por el Senado el 3 de julio de 2013 (promulgada el 1 de agosto de 2013). La idea fue promovida por la Administración de Parques Nacionales, cuya presidenta del directorio e investigadora en la Universidad Nacional de la Patagonia Austral, Patricia Gandini, fue galardonada en octubre de 2010 con el premio Liders for a Living Planet otorgado por la Fundación Vida Silvestre Argentina por su proyecto parque acuático Burdwood.
El proyecto fue originalmente nombrado como parque nacional marino Banco Burdwood, con el objetivo de «proteger un área con importantes poblaciones de especies pesqueras». Dicho sitio se convertiría en el primer parque nacional oceánico de Argentina. Otro motivo era, también, llegar a que las aguas marinas nacionales protegidas fueran un 10%, de acuerdo con la meta planteada por el Convenio sobre la Diversidad Biológica, al cual Argentina adhirió en 1994.